# Burg Kirkel
Die Burg Kirkel ist eine Burgruine im Saarland und das Wahrzeichen des Ortsteils Kirkel-Neuhäusel der Gemeinde Kirkel. Die Burgruine, die etwa in der Mitte zwischen den Städten St. Ingbert, Homburg, Neunkirchen und Zweibrücken liegt, ist ein beliebtes Ausflugsziel.

## Geographische Lage
Die Höhenburg liegt 307 m ü. NHN. Sie steht auf dem Schlossberg, einem freistehenden Buntsandsteinkegel, der von dem dahinter liegenden Hirschberg mit 380 m ü. NHN überragt wird. In Sichtweite der Burg verläuft die Kaiserstraße, zuvor eine ehemalige Geleitstraße.

## Geschichte

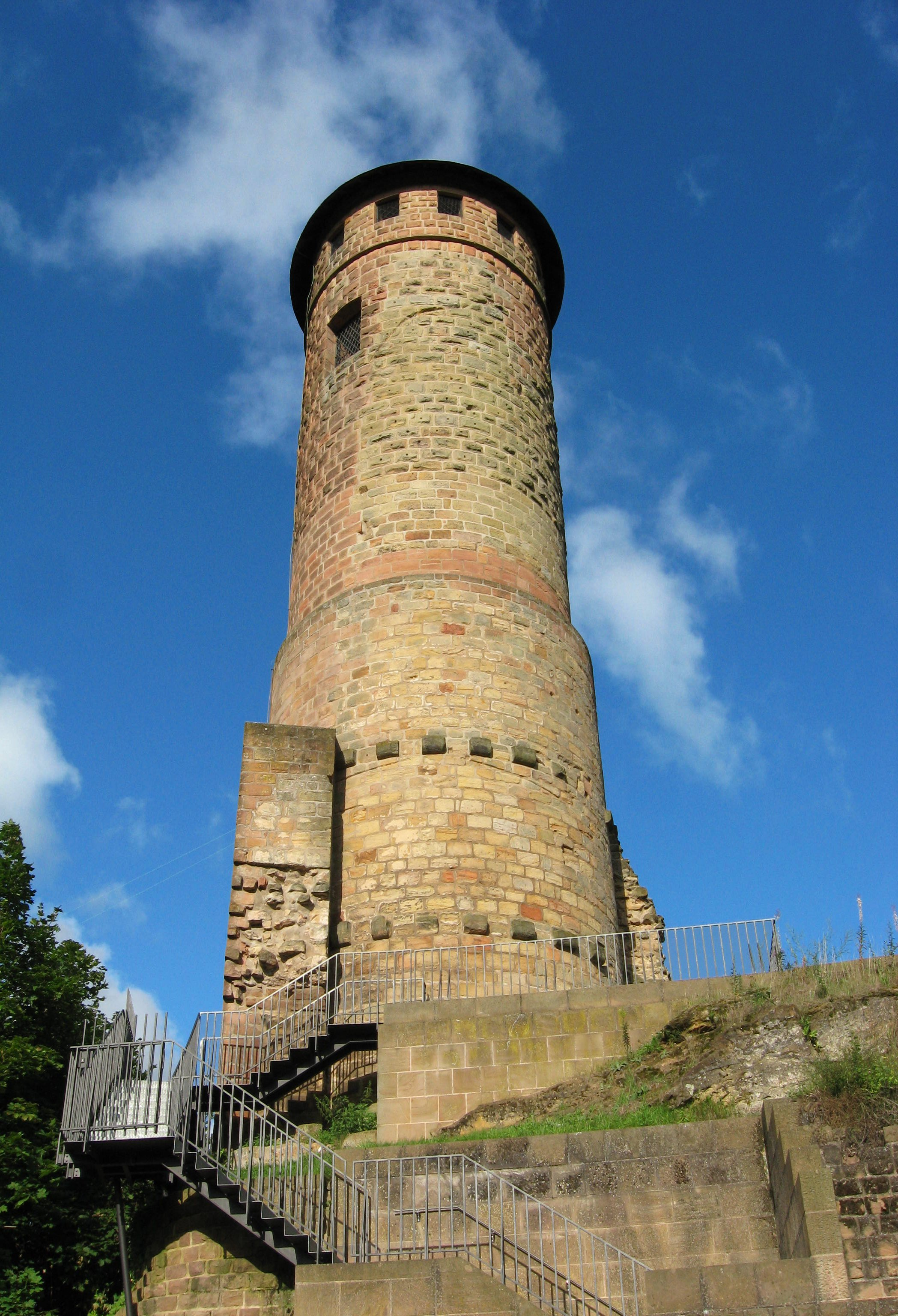
Ansicht des runden Bergfriedes

1075 erfolgte die erste Erwähnung eines Grafen Gottfried von Kirkel. Anfang des 12. Jahrhunderts gelangte die Burg an die Grafen von Saarwerden. Bei der Teilung von 1212/14 kam die Burg an die Linie Saarwerden-Kirkel. 1242 verstarb Graf Heinrich I. von Saarwerden-Kirkel kinderlos. Dessen Besitz teilten sich seine Neffen, darunter Arnold und Johann von Siersberg. Die Burg Kirkel kam an Johann von Siersberg, der sich 1250 „von Kirkel“ nannte. Er und seine Nachkommen, die Herren von Kirkel, erlangten die Reichsunmittelbarkeit und besaßen bis zum Aussterben der Linie 1386 die Burg als Reichslehen. Im 13. Jahrhundert erfolgte der Bau des kleinen und des runden Turmes und im 15. Jahrhundert entstand im Schutz der Burg das Dorf Kirkel.
Nach dem Aussterben der Herren von Kirkel kam das Reichslehen mit der Burg an Kurpfalz und nach 1410 waren die Herzöge von Pfalz-Zweibrücken damit belehnt. Von 1580 bis 1596 erfolgte der Umbau der Burg zum Wohnschloss durch Herzog Johann I. Als man ihm davon abriet, da ein Feind von dem die Burg überhöhenden Berg sehr hineinschießen könne, antwortete er: „So werde ich noch sehrer von inwendig hinauß schiessen“. 1636 und in den Folgejahren wurde die Burg schwer beschädigt, blieb danach weitgehend verlassen und wurde erst nach dem Ende des Dreißigjährigen Krieges notdürftig wieder aufgebaut, 1677 wurde die Burg im Französisch-Niederländischen Krieg durch einen Brand erneut stark beschädigt. 1689 kam es zur endgültigen Zerstörung im Pfälzischen Erbfolgekrieg.
Ab ca. 1740 wurde die Ruine als Steinbruch genutzt. 1955 erfolgte der Wiederaufbau des Rundturms als Aussichtsturm; er wurde mit einer Turmhaube versehen. Archäologische Ausgrabungen seit 1994 brachten genauere Erkenntnisse zur Baugeschichte, zum ehemaligen Aussehen und zur Ausstattung der Burg.

## Heutige Nutzung
Die Ruine dient heute als Ausflugsziel, der 32 m hohe Bergfried als Aussichtsturm. In einem ehemaligen Tagelöhnerhaus unmittelbar unterhalb der Burg befindet sind ein kleines Burg- und Heimatmuseum. Seit 1994 besteht ein archäologisches Forschungsprojekt. Seit 2011 wird der in den Sandstein eingetiefte, möglicherweise über 60 m tiefe Burgbrunnen ausgegraben. Auf der Unterburgebene finden in den Sommermonaten der sog. Kirkeler Burgsommer sowie das Kirkeler Weinfest statt. Dafür wurden unter anderem eine Steinbildhauerei, eine Holzwerkstatt, eine Schmiede, eine Bäckerei, eine Nähstube und ein Bogenschießstand eingerichtet.